# 大碱茅
大碱茅（学名：Puccinellia gigantea）为禾本科碱茅属下的一个种。